# 当世又兵衛
当世 又兵衛（とうせい またべえ、生没年不詳）とは、江戸時代の京都の浮世絵師。

## 来歴
元禄5年（1692年）刊行の『万買物調方記』に「京ニテ当世絵書」として、「丸太町西洞院　古　又兵衛」とあるが、その他の経歴や作については不明。